# ويليام ديفيدسون (لاعب كريكت)
ويليام ديفيدسون (20 مارس 1920 في المملكة المتحدة - 26 مايو 2015) (بالإنجليزية: William Davidson)‏ هو لاعب كريكت بريطاني وبريطاني (وحمل سابقاً جنسية المملكة المتحدة لبريطانيا العظمى وأيرلندا). لعب مع نادي مقاطعة ساسكس للكركيت ‏ ونادي مارليبون للكريكت ‏ ونادي الكريكت في جامعة أكسفورد ‏.

## وصلات خارجية
- ويليام ديفيدسون (لاعب كريكت) على موقع إي آس بي آن كريك إنفو (الإنجليزية)